# Lijst van termen uit de civiele techniek F-J
Lijst van termen uit de civiele techniek. Civiele techniek is de toegepaste wetenschap die zich bezighoudt met het realiseren en onderhouden van objecten die vastzitten in de grond. Bijvoorbeeld leidingen, kabels, bruggen, gebouwen, maar ook de studie naar rivieren en kanalen. Bij de realisatie van Civieltechnische objecten wordt dus altijd gekeken naar de omgeving waarin dit object wordt gerealiseerd.
0 - 
A - 
B - 
C - 
D - 
E - 
F - 
G - 
H - 
I - 
J - 
K - 
L - 
M - 
N - 
O - 
P - 
Q - 
R - 
S - 
T - 
U - 
V - 
W - 
X - 
Y - 
Z

## F
| fender                        | Waterbouwkunde                         |
| flux                          | Bouwkunde, Waterbouwkunde              |
| fly-over                      | Waterbouwkunde, Infrastructuurplanning |
| formule van Archimedes        | Waterbouwkunde                         |
| formule van Bernoulli         | Bouwkunde, Waterbouwkunde              |
| formule van Chézy             | Bouwkunde, Waterbouwkunde              |
| formule van Colebrook         | Bouwkunde, Waterbouwkunde              |
| formule van Darcy-Weisbach    | Bouwkunde, Waterbouwkunde              |
| formule van Hooghoudt         | Watermanagement                        |
| formule van Shields           | Watermanagement                        |
| formule van Hooghoudt         | Watermanagement                        |
| formule van Strickler-Manning | Bouwkunde, Waterbouwkunde              |
| formule van Steiner           | Bouwkunde, Waterbouwkunde              |
| foutenboom                    | Bouwkunde, Waterbouwkunde              |
| franchise                     | Bouwkunde, Waterbouwkunde              |
| Frankipaal                    | Bouwkunde, Waterbouwkunde              |
| freatisch vlak                | Bouwkunde, Waterbouwkunde              |
| frequentie                    | Bouwkunde, Waterbouwkunde              |
| frezen                        | Bouwkunde, Waterbouwkunde              |
| funderen                      | Bouwkunde, Waterbouwkunde              |
| fundering op staal            | Bouwkunde, Waterbouwkunde              |
| fundering                     | Bouwkunde, Waterbouwkunde              |

## G
| gebruiksgrenstoestand               | Bouwkunde, Waterbouwkunde                 |
| gedwongen reiziger                  | Waterbouwkunde                            |
| geleiderail                         | Waterbouwkunde                            |
| geleidewerk                         | Waterbouwkunde                            |
| gelijkvloerse kruising              | Waterbouwkunde, Infrastructuurplanning    |
| gemaal                              | Bouwkunde, Waterbouwkunde                 |
| geodesie                            | Bouwkunde, Waterbouwkunde                 |
| geografisch informatiesysteem (GIS) | Bouwkunde, Waterbouwkunde                 |
| geotextiel                          | Waterbouwkunde                            |
| getal van Reynolds                  | Bouwkunde, Waterbouwkunde                 |
| getal van Froude                    | Bouwkunde, Waterbouwkunde                 |
| getij                               | Waterbouwkunde                            |
| gewapend beton                      | Bouwkunde, Waterbouwkunde                 |
| gewelf                              | Bouwkunde, Waterbouwkunde                 |
| gewichtsmuur                        | Bouwkunde, Waterbouwkunde                 |
| glijbekisting                       | Bouwkunde, Waterbouwkunde                 |
| glijdingsmodulus                    | Bouwkunde, Waterbouwkunde                 |
| glijvlak                            | Geotechnologie                            |
| golf                                | Waterbouwkunde                            |
| golfbreker                          | Waterbouwkunde                            |
| golfbrekingsparameter               | Waterbouwkunde                            |
| golfenergie                         | Waterbouwkunde                            |
| golfoploop                          | Waterbouwkunde                            |
| golfoverslag                        | Waterbouwkunde                            |
| golfslag                            | Waterbouwkunde                            |
| golfspectrum                        | Waterbouwkunde                            |
| golfsteilheid                       | Waterbouwkunde                            |
| golftransmissie                     | Bouwkunde, Waterbouwkunde                 |
| gording                             | Bouwkunde                                 |
| gording                             | Waterbouwkunde                            |
| gps                                 | Bouwkunde, Waterbouwkunde                 |
| grader                              | Bouwkunde, Waterbouwkunde                 |
| grensdiepte                         | Bouwkunde, Waterbouwkunde                 |
| grind                               | Geotechnologie                            |
| grondbalans                         | Bouwkunde, Waterbouwkunde                 |
| grondbevriezen                      | Geotechnologie                            |
| grondkering                         | Geotechnologie                            |
| grondmechanica                      | Geotechnologie                            |
| grondspanning                       | Bouwkunde, Waterbouwkunde, Geotechnologie |
| grondverbetering                    | Bouwkunde, Waterbouwkunde                 |
| grondverzet                         | Bouwkunde, Waterbouwkunde                 |
| grondwaterspiegel                   | Bouwkunde, Waterbouwkunde                 |
| grondwaterstroming                  | Waterbouwkunde                            |
| grondwerk                           | Bouwkunde, Waterbouwkunde                 |
| grout                               | Bouwkunde, Waterbouwkunde                 |
| groutanker                          | Bouwkunde, Waterbouwkunde                 |
| gunning                             | Bouwkunde, Waterbouwkunde                 |

## H
| haalbaarheidsstudie         | Bouwkunde, Waterbouwkunde              |
| Haarlemmermeeraansluiting   | Waterbouwkunde, Infrastructuurplanning |
| half-klaverblad aansluiting | Waterbouwkunde, Infrastructuurplanning |
| halte                       | Waterbouwkunde, Infrastructuurplanning |
| hameistijl                  | Waterbouwkunde                         |
| hangbrug                    | Waterbouwkunde                         |
| hangkabel                   | Bouwkunde, Waterbouwkunde              |
| hangwater                   | Waterbouwkunde                         |
| harmonische beweging        | Bouwkunde, Waterbouwkunde              |
| hart op hart                | Bouwkunde, Waterbouwkunde              |
| havengeul                   | Waterbouwkunde                         |
| hefbrug                     | Waterbouwkunde                         |
| heien                       | Bouwkunde, Waterbouwkunde              |
| herkomst-bestemmingsmatrix  | Bouwkunde, Waterbouwkunde              |
| hevel                       | Waterbouwkunde                         |
| hoek van inwendige wrijving | Geotechnologie                         |
| hoekmeten                   | Bouwkunde, Waterbouwkunde              |
| hogesnelheidslijn           | Waterbouwkunde                         |
| hoogheemraadschap           | Watermanagement                        |
| hoogovencement              | Bouwkunde, Waterbouwkunde              |
| hoogwater                   | Watermanagement                        |
| hoogwaterbeheer             | Watermanagement                        |
| hydraulica                  | Bouwkunde, Waterbouwkunde              |
| hydraulisch bindmiddel      | Bouwkunde, Waterbouwkunde              |
| hydraulisch                 | Bouwkunde, Waterbouwkunde              |
| hydraulische straal         | Bouwkunde, Waterbouwkunde              |
| hydraulische weerstand      | Bouwkunde, Waterbouwkunde              |
| hydrologie                  | Waterbouwkunde                         |
| hydromixschild              | Bouwkunde, Waterbouwkunde              |
| hydrostatica                | Geotechnologie, Waterbouwkunde         |
| hydrostatische druk         | Geotechnologie, Waterbouwkunde         |

## I
| impuls             | Bouwkunde, Waterbouwkunde |
| inbouwhelling      | Bouwkunde, Waterbouwkunde |
| ingegoten rail     | Waterbouwkunde            |
| injecteren         | Bouwkunde, Waterbouwkunde |
| inklemming         | Bouwkunde, Waterbouwkunde |
| inschrijfbegroting | Bouwkunde, Waterbouwkunde |
| insnijding         | Bouwkunde, Waterbouwkunde |
| irrigatie          | Waterbouwkunde            |
| isotroop           | Bouwkunde, Waterbouwkunde |
| invloedslijn       | Bouwkunde, Waterbouwkunde |

## J
| jalon         | Bouwkunde, Waterbouwkunde |
| jetgrouten    | Bouwkunde, Waterbouwkunde |
| joint venture | Bouwkunde, Waterbouwkunde |